# 萬蓋
萬蓋（英語：Hwange），舊稱萬基或宛基（Wankie），是津巴布韋的城鎮，位於北馬塔貝萊蘭省的萬蓋區，2022年人口21,300，煤礦業是主要的經濟活動，其中一個煤礦的蘊含量超過1000年。
津巴布韋最大的野生動物保護區萬蓋國家公園在萬蓋附近，公園內有大象、長頸鹿、獅子和其他野生動物。